# Marc De Burges
Marc De Burges (1922-1998) est un écrivain belge de langue wallonne, né à Gozée,. Il est présent dans l'anthologie Poètes wallons d'aujourd'hui (wa), publiée chez Gallimard et dans l'anthologie Fleurs dialectales (wa).

## Biographie
Dans l'après-guerre, il fut actif dans le groupe Jeunesse artistique et littéraire de Thudinie